# Beatriz Becerra

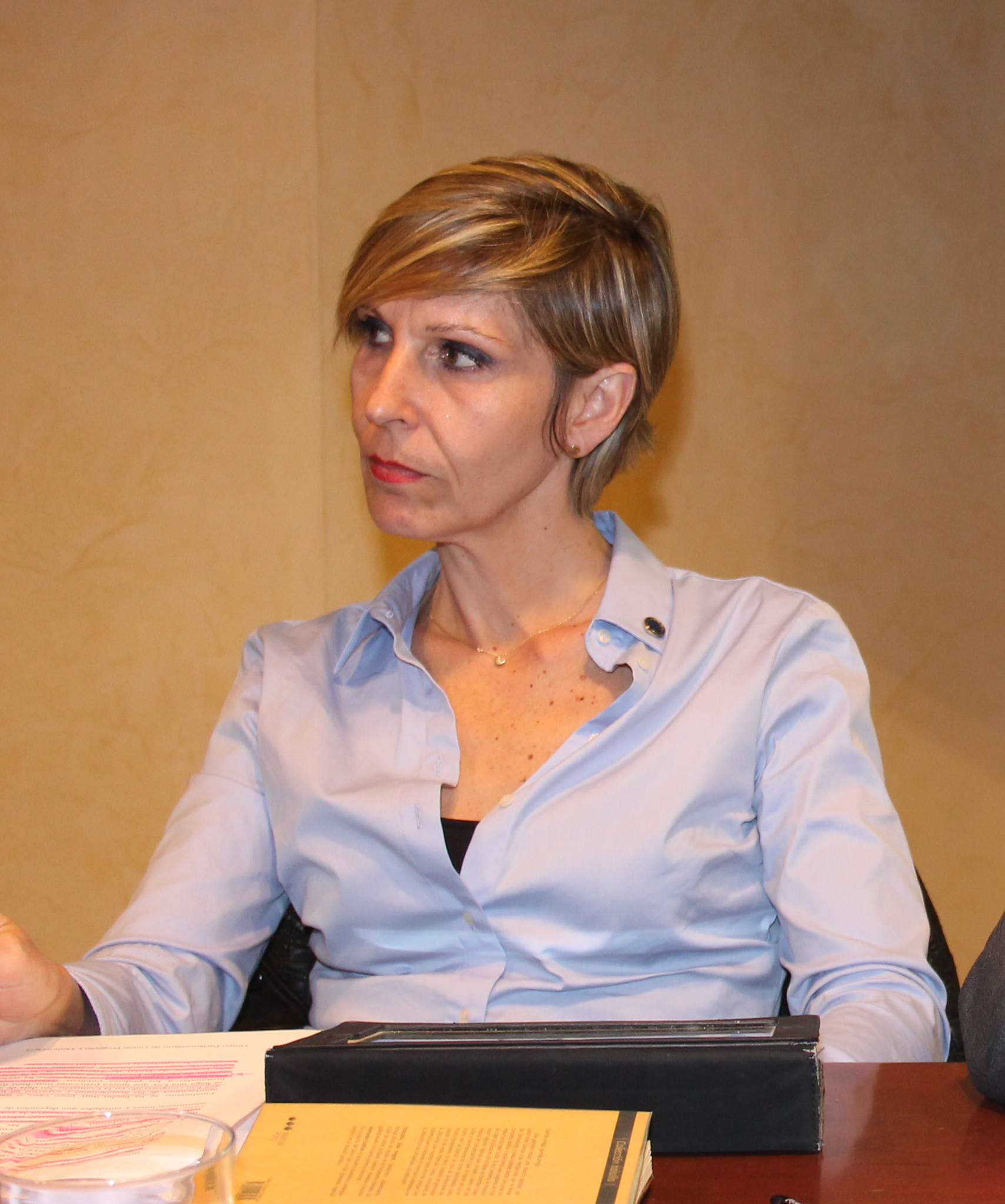
Beatriz Becerra

Beatriz Becerra Basterrechea (* 14. November 1966 in Madrid) ist eine spanische Politikerin der Unión Progreso y Democracia.

## Leben
Becerra ist seit 2014 Abgeordnete im Europäischen Parlament. Dort ist sie Mitglied im Ausschuss für Entwicklung, im Ausschuss für die Rechte der Frau und die Gleichstellung der Geschlechter, im Petitionsausschuss, im Unterausschuss für Menschenrechte, in der Delegation im Gemischten Parlamentarischen Ausschuss EU-Mexiko und in der Delegation in der Parlamentarischen Versammlung Europa-Lateinamerika.